# Schutzmannschaft Bataillon 17
Le Schutzmannschaft Bataillon 17 « Vidzeme » est une unité de police auxiliaire composée de volontaires lettons, engagée aux côtés des Allemands sur le front de l'Est pendant la Seconde Guerre mondiale.
Au cours de son existence, le bataillon prit part à un grand nombre de crimes de guerre en Biélorussie, notamment la liquidation du ghetto de Lepiel (ru), qui fit au moins 2500 morts en 1942.

## Histoire

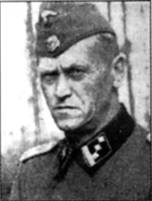
Alfons Skrauja.

Le bataillon est l'un des premiers à être formés dans la police auxiliaire lettone. Il est mis sur pied le 21 décembre 1941 à Riga, et placé sous le commandement du capitaine Alfons Skrauja, un ancien militaire letton de 42 ans ayant combattu initialement dans les rangs de l'Armée rouge avant de devenir collaborationniste. Fort initialement de 279 soldats, 47 officiers subalternes et 10 officiers supérieurs, le 17e bataillon est expédié en Biélorussie par voie ferrée une semaine après sa création. Là, il est stationné à Liepel dans les anciennes casernes de l'armée soviétique du 1er janvier 1942 à la mi-mars 1942 . Après avoir terminé sa formation, l'unité commence à servir dans les régions de Polotsk et Vitebsk. Il est alors directement subordonné au Reichskommissariat Ostland ainsi qu'aux hauts responsables de la SS. Le bataillon est cependant pauvrement doté, avec pratiquement aucune arme lourde et n'étant vêtu que d'uniformes lettons de récupération.
En Biélorussie, les hommes du 17e bataillon participent à la liquidation du ghetto de la ville à partir du 28 février 1942 ainsi qu'à diverses actions anti-partisanes, notamment dans les marais autour de Liepel, en mars.
En mai 1942, le bataillon entier est transféré en Ukraine, à Dnepropetrovsk, où il remplit des fonctions de surveillance pendant quelques semaines. Lors de la contre-offensive soviétique sur Kharkov, le 17e bataillon est étiré sur un front de plusieurs kilomètres afin de le préparer à l'éventuelle avancée des troupes soviétiques en Ukraine. Cependant, la menace d'une offensive est rapidement éliminée par les troupes allemandes du maréchal Paulus. Le 21 juillet, l'unité retourne donc à Dnepropetrovsk, où le commandement passe de Skrauja au lieutenant-colonel Jānis Nikāns. Le bataillon a continué à servir jusqu'en mai 1943.
Le bataillon, déjà faible et mal équipé, est sévèrement diminué par les combats constants contre les partisans ukrainiens, si bien qu'il doit être transféré vers Ovroutch pour être fondu dans le Schutzmannschaft Bataillon 25 en mai 1943.